# Municipio de Griffins (condado de Nash)
El municipio de Griffins (en inglés: Griffins Township) es un municipio ubicado en el  condado de Nash en el estado estadounidense de Carolina del Norte. En el año 2010 tenía una población de 2.890 habitantes.

## Geografía
El municipio de Griffins se encuentra ubicado en las coordenadas 36°7′46.55″N 77°57′17.95″O / 36.1295972, -77.9549861.